# Hongta
Hongta är ett stadsdistrikt och säte för stadsfullmäktige i Yuxi i Yunnan-provinsen i sydvästra Kina. Det ligger omkring 86 kilometer söder om provinshuvudstaden Kunming.